# Allium lehmannii
L'aglio di Lehmann (Allium lehmannii Lojac., 1909) è una pianta appartenente alla famiglia delle Amaryllidaceae, diffusa in Sicilia e Tunisia.

## Descrizione
È una specie erbacea geofita bulbosa.
Il frutto è una capsula tricarpellare contenente 2 semi verrucosi, neri per ciascuna loggia.

## Distribuzione e habitat
La specie è stata segnalata in Sicilia ed in Tunisia.Dubbia la presenza in Calabria (un unico esemplare essiccato proveniente dalla Sila).

## Tassonomia
Il Sistema Cronquist assegnava questa specie alla famiglia delle Liliaceae, ordine Liliales.
Secondo la classificazione APG IV essa va attribuita alla famiglia Amaryllidaceae (sottofamiglia Allioideae) dell'ordine Asparagales.
Il numero cromosomico di A. lehmannii è 2n=16.